# Cordierita

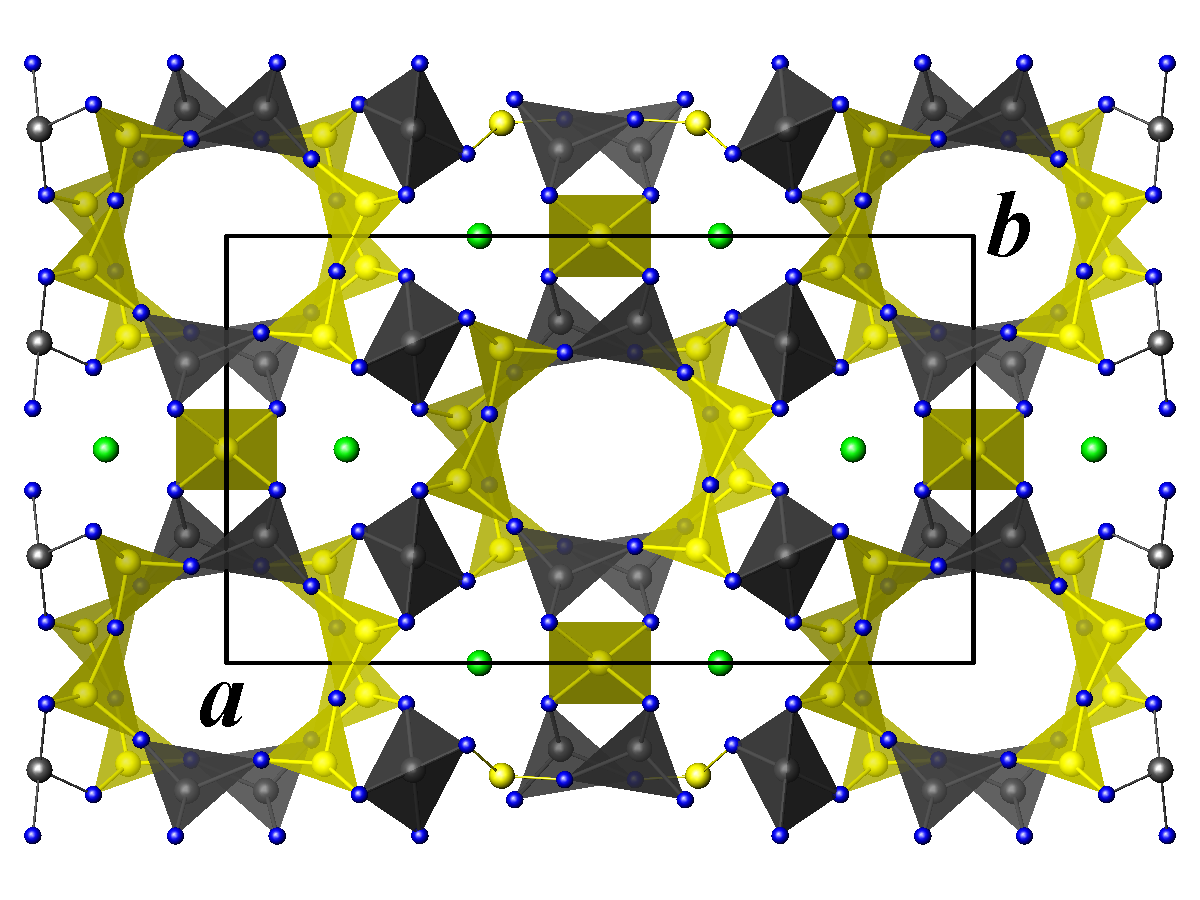
Estructura cristalina de la cordierita

La cordierita (mineralogía) o iolita (gemología) es un mineral ciclosilicato de hierro, magnesio y aluminio. Su fórmula es (Mg,Fe)2Al4Si5O18 donde puede haber proporciones variables entre hierro y magnesio. Existe una solución sólida entre la cordierita rica en hierro (sekaninaïta) y la cordierita rica en magnesio. La indialita es su polimorfo de alta temperatura, isoestructural con el berilo.

## Características
Según la clasificación de Nickel-Strunz, la cordierita pertenece a "09.CJ - Ciclosilicatos con enlaces sencillos de 6 [Si6O18]12- (sechser-Einfachringe), sin aniones complejos aislados" junto con los siguientes minerales: bazzita, berilo, indialita, stoppaniïta, sekaninaïta, combeïta, imandrita, kazakovita, koashvita, lovozerita, tisinalita, zirsinalita, litvinskita, kapustinita, baratovita, katayamalita, aleksandrovita, dioptasa, kostylevita, petarasita, gerenita-(Y), odintsovita, mathewrogersita y pezzottaïta. 

## Nombre y descubrimiento
La cordierita fue descubierta en 1812 y fue descrita por el mineralogista Lucas en 1813. Se nombró en reconocimiento del ingeniero, geólogo y mineralogista francés Louis Cordier (1777–1861), que hizo la primera descripción bajo el nombre de dichroïte. Las muestras procedían del Cabo de Gata, en España, localidad que no fue aceptada como yacimiento topotipo.

## Localización
La cordierita se suele encontrar en rocas argílicas que hayan sufrido un metamorfismo regional o de contacto. Es especialmente frecuente en corneanas a partir del metamorfismo térmico de rocas pelíticas. Hay dos tipos de asociaciones minerales donde aparece la cordierita:
1. sillimanita - cordierita - espinela
2. cordierita - espinela - plagioclasa - ortopiroxeno

También se puede encontrar asociada con otros minerales como los granates o la antofilita. La cordierita también se encuentra en algunos granitos, pegmatitas, noritas y otras rocas formadas a partir de magmas gabroicos. Como productos de alteración se encuentran las micas, la clorita y el talco.

## Variedad gema
La iolita es una variedad transparente que a menudo se emplea como gema. El nombre iolita proviene del griego y significa "color lila". Otro nombre antiguo es dichroïta, que en griego significa "roca de dos colores", en referencia a su marcado pleocroísmo. También se ha denominado zafiro de agua y brújula de los vikingos, puesto que los vikingos la utilizaban como brújula. Esto se hacía determinando la dirección de las ondas polarizadas de la luz. A partir de los ángulos de la luz con el mineral, se podía saber la posición del Sol en caso de niebla o nubes, que en el norte de Europa son muy frecuentes.
Los colores de la iolita varían desde el azul zafiro o el azul lila hasta el gris amarillento o el azul cielo. A veces esta variedad se utiliza como un sustituto del zafiro más barato.
Otro nombre para la iolita es steinheilita, por Fabian Steinheil, el gobernador militar ruso de Finlandia, quien describió que se trataba de un mineral distinto del cuarzo.

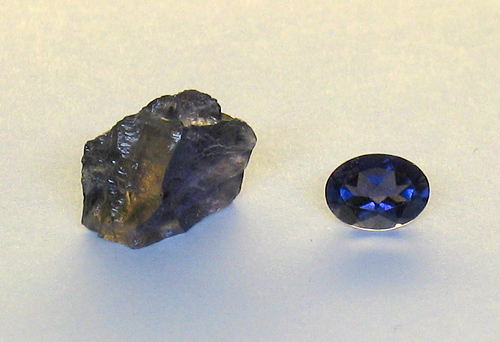
Iolita.
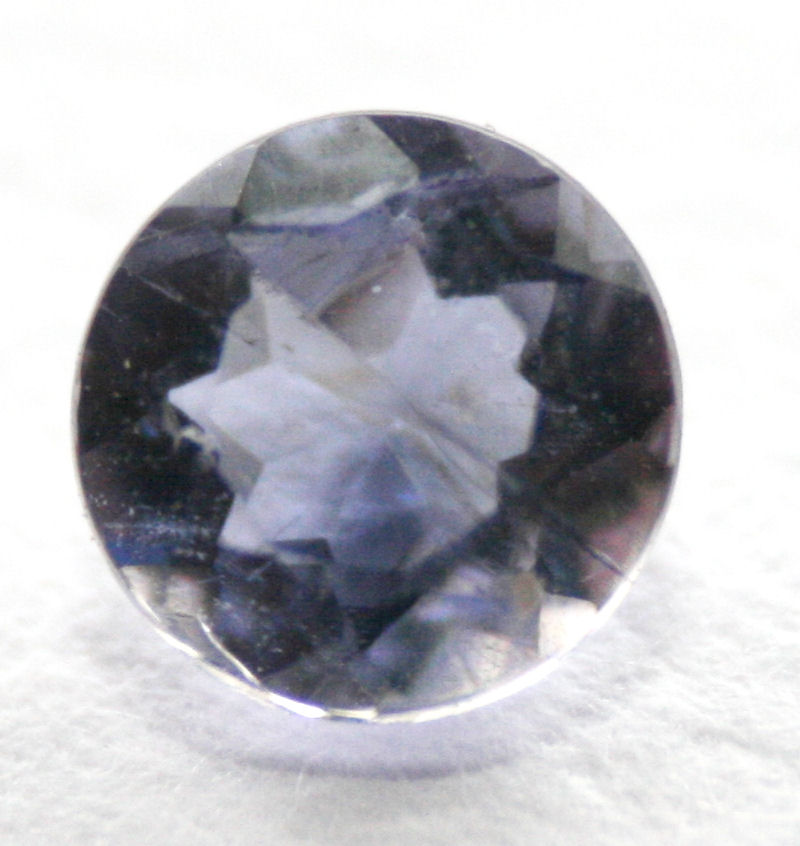
Iolita tallada.
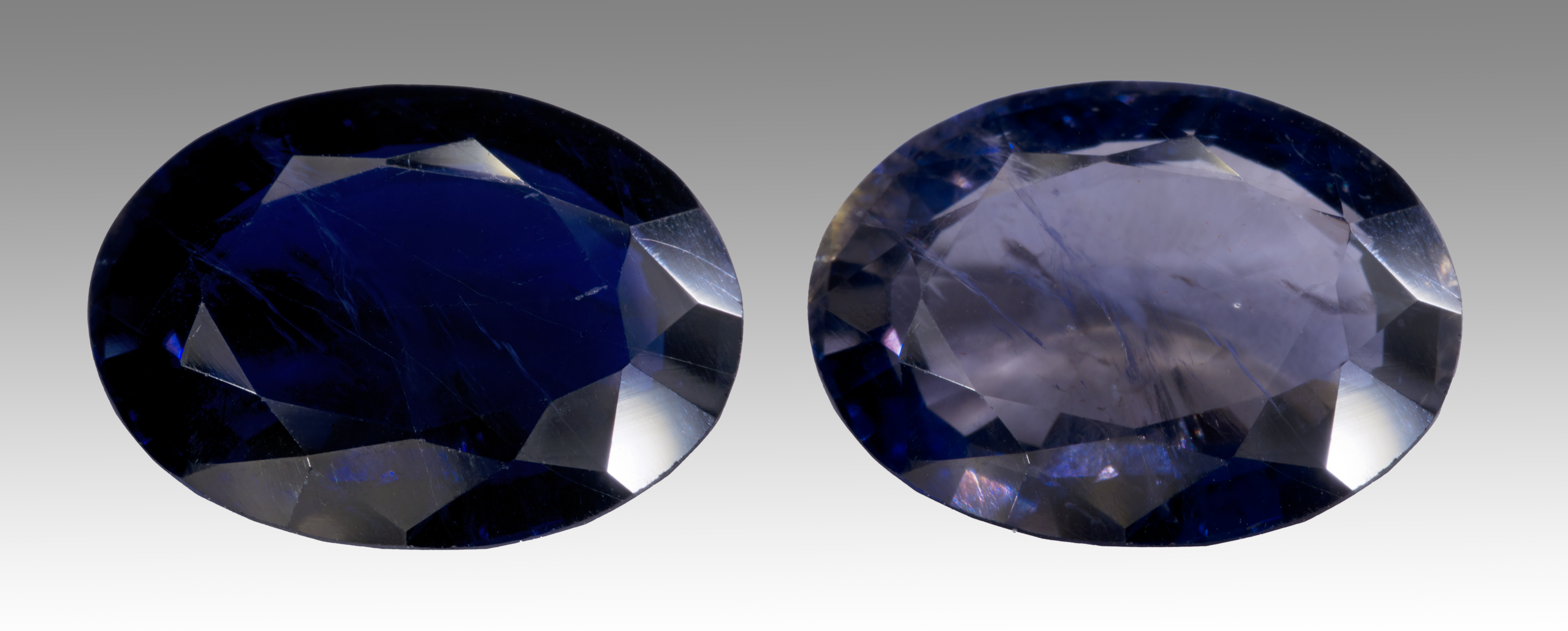
Pleocroismo de la cordierita.